# Perseu (constelație)
Perseu este o constelație din emisfera nordică, numită după eroul din mitologia greacă Perseu.

## Descriere și localizare

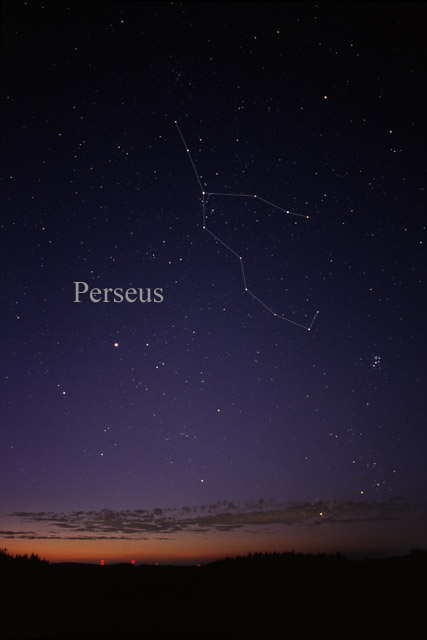
Constelația Perseu văzută cu ochiul liber. Pentru identificarea mai ușoară au fost trasate linii între stele.

Tradițional, stelele constelației Perseu sunt văzute sub forma literei 'Y'. H.A. Rey a sugerat un mod alternativ de a uni stelele constelației Perseu, astfel încât acestea să semene cu un om. Corpul lui Perseu este format din stelele β Per, κ Per, ι Per, α Per, σ Per, ν Per, și ε Per. Stelele α Per, γ Per, τ Per, și ι Per formează capul lui Perseu, iar stelele α Per, ψ Per, δ Per, 48 Per, μ Per, and λ Per formează mâna stângă a lui Perseu. The stars ι Per, θ Per, and φ Per form the right arm and hand. Perseus' right hand, φ Per, is yanking at one of Andromeda's feet (51 Andromedae), intent on liberating her. Stars ε Per, ξ Per, ζ Per, and ο Per form Perseus' left leg and foot: ζ Per being of the third magnitude. Finally, stars β Per, ρ Per, 16 Per (with π Per) form Perseus' right leg and foot.
Constelația conține vestita stea variabilă Algol (β Per) și este locația cerească a radiantului ploii anuale de meteoriți cunoscută sub numele de Perseide.

## Istorie
Este una dintre cele 48 de constelații catalogate de astronomul Ptolemeu încă din secolul II d.Hr. și se numără printre cele 88 de constelații moderne acceptate și stabilite de Uniunea Internațională de Astronomie.

## Mitologie
Perseu a fost identificat de babilonieni, era numită Bătrânul, sau omul Bătrân (MUL.SHU.GI). Constelația este asociată punctului cardinal est.

## Obiecte Cerești

### Stele
- Mirfak (α Persei - Alpha Persei) - este cea mai luminoasă stea a acestei constelații, fiind numită și Algenib (deși acest nume mai este folosit și pentru alte stele, ca de pildă γ Pegas). Mirfak (numele în arabă), sau Alfa Persei, este o stea supergigantă cu tipul spectral F5 Ib, cu o magnitudine de 1.79m, situată la o distanță de aproximativ 590 de ani lumină de Soare. Luminozitatea sa este de 5000 de ori mai mare ca a Soarelui, iar diametrul de 42 de ori mai mare.
- Algol (β Persei - Beta Persei) - deși a doua ca luminozitate din Perseu, este cea mai renumită stea a constelației. Algol (din arabul Ra's Al-Ghul, care înseamnă Capul Demonului), era denumită Rosh ha Satan ("Capul Satanei") de către vechii evrei care considerau că o reprezenta pe Lilith, iar grecii o vedeau ca pe ochiul Medusei. Această stea este prototipul stelelor variabile de tip Algol - care, de fapt, sunt sisteme de stele duble în care steaua cea mai luminoasă este eclipsată periodic de companionul mai putin luminos și - intr-o mai mică măsură - invers. Magnitudinea aparentă este între 2.12m și 3.39m cu o perioadă de doar 2.867 zile. Este o stea triplă, al cărei cel mai luminos component are tipul spectral B8 V. Sistemul Algol se află la o distanță de doar 93 de ani-lumină de Soare.
- Atik (ζ Persei - Zeta Persei) - a treia ca luminozitate din constelatie, este o gigantă albastră-albă.
- Menkib (ξ Persei - Xi Persei) este una dintre cele mai fierbinți stele de pe cer care pot fi văzute cu ochiul liber.
- Nova Persei 1901 (denumită și GK Persei) - o novă luminoasă apărută la jumătatea distanței dintre Algol și Delta Persei și descoperită pe data de 21 februarie 1901 de astronomul amator scoțian Thomas David Anderson.

### Obiecte cerești îndepărtate
- Roiul Dublu din Perseu sau h + χ Persei este un sistem de două roiuri deschise (NGC 869 și NGC 884 respectiv), arată ca două obiecte pe cerul nopții, observate bineînțeles prin ocularul unui binoclu sau al unui telescop mic. Câteodată, clusterele sunt numite și Clusterul Dublu. Amândouă se află la o distanță de aproximativ 7500 de ani-lumină și sunt separate de câțiva ani lumină una de alta.
- Messier 34 este un roi deschis cu o magnitudine aparentă de 5,5m, se află la o distanță de aproximativ 1400 ani-lumină și este alcătuit cam din 100 de stele. Acest cluster ocupă pe cer o suprafață de mărimea unei Luni Pline, dar diametrul acestui spațiu este de aprox. 14 ani lumină. M34 poate fi văzut cu un binoclu bun sau folosind un telesop de mici dimensiuni.
- Messier 76 este o nebuloasă planetară numită și Nebuloasa Gantera Mică. Are o magnitudine aparentă de 10.1m.
- NGC 1499, numită și Nebuloasa California, a fost descoperită în 1884 sau în 1885 de astronomul american Edward E. Barnard este o țintă predilectă pentru fotografii amatori pasionați de astronomie. Datorită luminozității sale foarte slabe, este un obiect greu de observat cu ochiul liber.
- NGC 1260 conține al doilea obiect ca luminozitate cunoscut în univers, SN 2006gy.
- Clusterul Alfa Persei - cunoscut și sub numele de Melotte 20 și Collinder 39, este un cluster deschis ce conține steaua Alfa Perseu.
- NGC 1333